# Sento Sé
Sento Sé is een gemeente in de Braziliaanse deelstaat Bahia. De gemeente telt 38.735 inwoners (schatting 2009).

## Aangrenzende gemeenten
De gemeente grenst aan Campo Formoso, Casa Nova, Itaguaçu da Bahia, Jussara, Morro do Chapéu, Pilão Arcado, Remanso, Sobradinho, Umburanas en Xique-Xique.